# Universidade Duke
Universidade Duke (em inglês, Duke University) é uma universidade estadunidense fundada 1838, e que consistentemente aparece entre as 20 melhores universidades do mundo. Localizada no "Research Triangle", maior parque de pesquisa nos EUA e considerado o novo Vale do Silício, Duke mantém campi em Durham, no estado da Carolina do Norte, nos Estados Unidos da América, em Kunshan, China, e campi secundários nas mais importantes regiões do mundo: New York City, Washington D.C., Berlim, Madrid, dentre outros. Embora tenha alterado seu nome para Duke somente em 1924, a universidade tem suas raízes em 1838. Na cultura popular americana, é conhecida como equivalente da Universidade Harvard (em inglês, Harvard of the South), mas localizada fora do nordeste do país.
É uma das universidades mais prestigiosas no mundo, sendo classificada pelo Times Higher Education a 20ª melhor universidade do mundo. Nos Estados Unidos, é atualmente considerada a 5ª melhor do país pelo jornal americano Wall Street Journal/Times Higher Education, ultrapassando a maioria das universidades da Ivy League, um grupo esportivo com frequência associado a qualidade acadêmica, em termos de prestígio e qualidade.
Suas admissões para graduação estão entre as mais competitivas do mundo, com uma taxa de aceitação geral de apenas 4% para a Classe de 2025, admitindo somente cerca de 1600 estudantes ao ano. Os estudantes admitidos vêm de mais de 100 países no mundo, e normalmente estão entre os mais promissores jovens de seus países — com históricos escolares que proporcionam ranking entre os 2–3 melhores de suas escolas de Ensino Médio, e notas no top 1% de todos os estudantes que anualmente fazem as provas do SAT, considerado o ENEM americano.
Entre os ex-alunos de Duke, destacam-se o CEO da Apple Tim Cook; o ex-presidente americano Richard Nixon; a filantropa Melinda Gates; Jonathan Browning, o CEO da Volkswagen America; Edmund T. Pratt Jr., ex-CEO da Pfizer; o embaixador dos EUA no Brasil, Todd Chapman; o neurocientista brasileiro Miguel Nicolelis; o cientista econômico-comportamental Dan Ariely; a empreendedora e vice-presidente da NASCAR Lesa Kennedy (que ocupa hoje o posto de mulher mais influente no mundo esportivo); 8 membros atuais do Congresso dos Estados Unidos; 5 ganhadores do Prêmio Nobel; o ex-presidente do Chile Ricardo Lagos; dentre outros.
A universidade destaca-se especialmente pelos cursos de Engenharia Biomédica, considerado o melhor dos EUA e 4º melhor do mundo pelo website americano US News; Políticas Públicas, considerado o melhor dos EUA; Economia, considerado o melhor dos EUA; e Engenharia da Computação, considerado o melhor dos EUA em termos de pesquisa do corpo docente. A universidade é ainda a segunda melhor universidade nos EUA para estudantes que almejam fazer Medicina, atrás apenas de Harvard, e consistentemente aparece entre as melhores do mundo para Neurociência, Psicologia, Ciência Política, Biologia, Ciência da Computação, e Engenharias.
É uma instituição conhecida pelo empreendedorismo de seus alunos e interdisciplinaridade. Seus estudantes da graduação podem buscar uma combinação de até três graduações (majors), extensões (minors), e certificados (certificates), entre a Escola de Engenharia Pratt e a Escola de Artes e Ciências Trinity. 83% dos estudantes de Duke completam pelo menos uma extensão (minor, em Inglês) ou segunda graduação, além da sua primeira graduação.
Está entre as universidades mais ricas do mundo, com uma dotação de pouco mais de oito bilhões e meio de dólares, é sustentada pelas contínuas doações de seus ex-alunos e mantida por conselheiros de investimento. Duke mantém um orçamento anual em torno de 3 bilhões de dólares, o que corresponde a 3 vezes o orçamento anual da USP. Em termos por aluno, enquanto a USP mantém um orçamento anual de 58 000 reais por aluno, Duke mantém um orçamento anual de mais de um milhão de reais por aluno.

## Escola de Engenharia Pratt
A Escola de Engenharia Pratt concentra os departamentos de engenharia da Universidade Duke. Possui cerca de apenas 300 alunos por ano, com mais de 70% das suas aulas tendo menos que 20 estudantes. Os esforços de pesquisa, educação, rede de ex-alunos, e serviços à sociedade associados à escola são conhecidos coletivamente como Duke Engineering.
Preza por uma educação rigorosa mas prática, demonstrada através do desenvolvimento exclusivo da aula EGR 101. Através de EGR 101, ainda no primeiro semestre em Duke, os estudantes trabalham diretamente com empresas na solução de um de seus problemas-chave através de um produto novo. No último semestre, os estudantes trabalham novamente na criação e produção de um projeto e produto de engenharia, no chamado Engineering Design Course.
Por também ser uma instituição de pesquisa renomada mundialmente, Pratt destaca-se por suas oportunidades e investimento em pesquisa. Anualmente, Duke investe 88 milhões de dólares em pesquisa na área da engenharia. Seus estudantes e corpo docente contribuíram com a criação e desenvolvimento de diversas tecnologias de alto impacto, incluindo o ultrassom clínico, implantes cocleares para surdez, semicondutores, meta-materiais, e fotografia de mega-pixel.
Os estudantes recém formados de Duke se destacam no empreendedorismo, criando empresas importantes globais como a Duolingo, líder global em aprendizado de idiomas remotamente, e o DocuSign, líder global em assinaturas eletrônicas. No mercado de trabalho, já no primeiro ano, têm um salário médio de 87 000 dólares por ano (7 250  dólares por mês).

## Escola de Artes e Ciências Trinity
A Escola de Arte e Ciências Trinity é a maior escola de Duke, e concentra 41 departamentos, com destaque a Economia, Ciência da Computação, Biologia, Ciência Política, Política Pública, Química, e Relações Internacionais. A escola confere os títulos de Bachelor of Arts (BA) e Bachelor of Science (BS) em 41 áreas, além de 55 áreas de extensão e 21 certificados. Os estudantes de Trinity também podem buscar uma segunda graduação, extensão, ou certificado na Escola de Engenharia Pratt.
Alguns dos maiores empregadores de alunos recém-formados de Trinity incluem Goldman Sachs, JP Morgan, Bank of America, Google, Facebook, e Tesla., com um salário médio aos recém-formados de 84 400 dólares ao ano (7 mil dólares ao mês).
Duke ainda concentra uma das melhores escolas de medicina nos Estados Unidos, que no país constitui-se de um curso de pós-graduação. 85% dos estudantes da graduação de Duke que desejam cursar medicina são aprovados recém-graduados, o número mais elevado dos Estados Unidos. Aos estudantes se preparando para uma formação em Direito, também um curso de pós-graduação nos Estados Unidos, Duke demonstra uma taxa de sucesso de 98% entre seus alunos.

### Program II
Aos alunos que almejam um curso de graduação não oficialmente contemplado por Trinity, Duke oferece o Program II, através do qual o estudante cria a sua própria área de graduação. Exemplos de graduações em Program II completas no ano de 2020 incluem "Mentes e Máquinas: Inteligência Biológica e Artificial", "Justiça Forense e Estudos Criminais", "Inovação na Saúde: da Evidência ao Impacto", "Alimentação, Agricultura, e o Futuro" e "Educação na Era Digital".

## Corpo docente

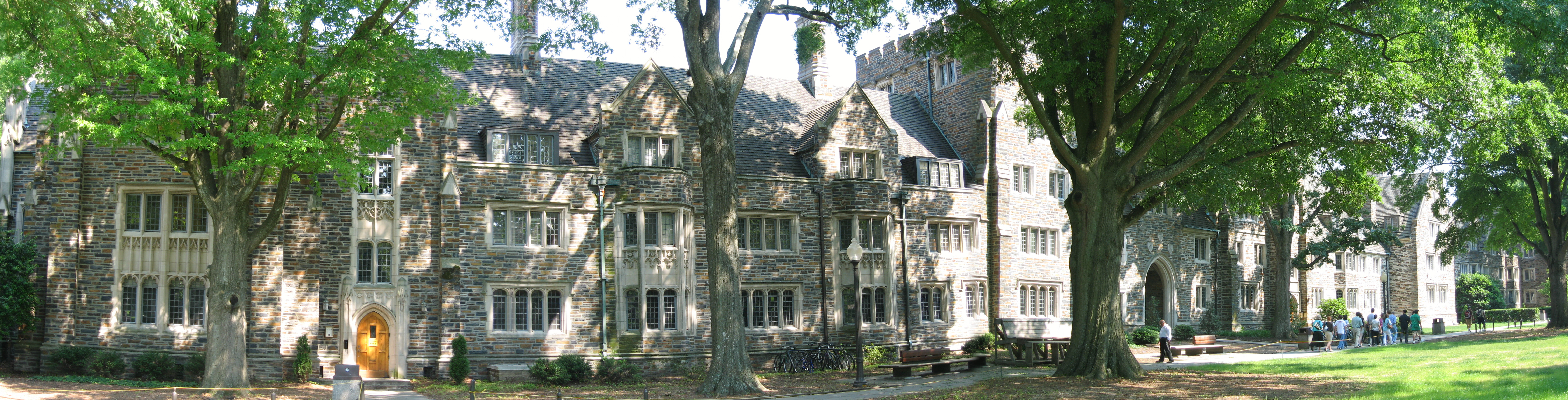
O Campus Oeste e dominado pela arquitetura Neo-Gotica

- Peter Agre
- Hans Georg Dehmelt
- Amy Chua
- Fredric Jameson
- Robert Coleman Richardson
- Miguel Nicolelis
- Fred Dretske
- Dan Ariely